# Eozoa
Az Eozoa eukarióták egyik csoportja, melyet Thomas Cavalier-Smith hozott létre és különített el a Neozoa testvércsoporttól, és az Excavata csoportba sorolta alországágként, melynek részalországai a Loukozoa és a Metamonada voltak. 1997-ben rendszere egyszerűsítéséhez az Eozoát alországgá, a Loukozoát és a Metamonadát alországággá, 2003-ban főtörzzsé tette, de a csoport feltehetően nem monofiletikus. Az eukarióták közös őse Cavalier-Smith 2009–2010-es tanulmánya szerint az Eozoában kereshető.

## Történet
1997-ben hozta létre Thomas Cavalier-Smith a Loukozoa és a Metamonada csoportok egyesítésére. 2010-es tanulmányában az ostoros moszatok és az Excavata tartoztak ide.
2015-ben Ruggiero et al. az Eozoa alországot a Protozoa országba sorolta, alországai az Euglenozoa és az Excavata, testvércsoportja a Sarcomastigota.
2020-ban az Eozoa tagjai a Discicristata (Percolozoa, Euglenozoa) és az Eolouka (Tsukubamonadea, Jakobida) voltak, ekkor vitatott volt, hogy monofiletikus-e. A maximális valószínűségen alapuló filogenetika szerint a Seculamonas és a Jakoba ekkor nem voltak testvércsoportok.

## Jellemzők

### Anyagcsere
A Neozoától az ősi citokróm c/c1-maturáz (Ccm) különbözteti meg, melyet a Neozoában a hem-liáz váltott fel.
Számos H3 hisztonjuk alapján ősi tagjuk – például a Leishmania, a Trypanosoma, a Diplonema, a Giardia és a Spironucleus – parazita. Ezek számos, korábban a Chromalveolatába sorolt hisztonszekvencia közeli rokonai.

### Morfológia
Feltehetően ősi jellemzőjük, hogy 2 ostoruk van: bár egy 2002-es tanulmány szerint nem kétostorú (bikont) volt az eukarióták közös őse, Roger és Simpson 2009-es tanulmányának 3. megjegyzése a bikont eredetet igazoló bizonyítékokat talált. 2008-ban Allen et al. 4 citokróm c- és c1-szintézis-módszert mutatott ki, melyekből a baktériumokban 2 található meg, ez alapján Cavalier-Smith 2010-es tanulmányában az eukarióták ősét az Eozoában helyezte el.

### Genomika
Feltehetően nem az Eozoa ősi jellege az RNS-polimeráz II IIA, F és H transzkripciós faktora – a Trypanosomatida esetén ez nincs jelen, ezt az ostoros moszatok akkor is elveszthették, mikor utolsó közös ősük a Neomura eredeti transzkripció idején történő szabályzását poszttranszkripciósra cserélték.
Csak akkor lehet az eukarióták közös őse Cavalier-Smith 2010-es tanulmánya szerint a Neozoában, ha az Eozoa utólag vesztette el egymolekulás hem-liázát.
A β-redőket tartalmazó hengeres TOM40 a legtöbb eukariótának a magban kódolt fehérjék szállításához szükséges, és proteobakteriális porinprekurzorból, például az Usherből fejlődhetett ki, és funkciója átvétele nélkül nem veszhet el.
A proliferálósejt-magantigén archeákból eredhet: a Trichomonas vaginalis egy 2021-es tanulmányban 2-esként jelölt és a Giardia duodenalis PCNA-szekvenciája a Pyrococcus furiosuséhoz, míg a T. vaginalis 1-esként jelölt szekvenciája az Eozoaként besorolt többi fajéhoz hasonlít.